# Leonid Bazan
Leonid Bazan –en búlgaro, Леонід Базан– (Vynohradiv, URSS, 11 de junio de 1985) es un deportista búlgaro de origen ucraniano que compite en lucha libre. Ganó tres medallas en el Campeonato Europeo de Lucha entre los años 2011 y 2013.

## Palmarés internacional
| Campeonato Europeo | Campeonato Europeo  | Campeonato Europeo | Campeonato Europeo |
| Año                | Lugar               | Medalla            | Categoría          |
| ------------------ | ------------------- | ------------------ | ------------------ |
| 2011               | Dortmund (Alemania) | Medalla de plata   | 66 kg              |
| 2012               | Belgrado (Serbia)   | Medalla de plata   | 66 kg              |
| 2013               | Tiflis (Georgia)    | Medalla de bronce  | 74 kg              |